# Seonyudo

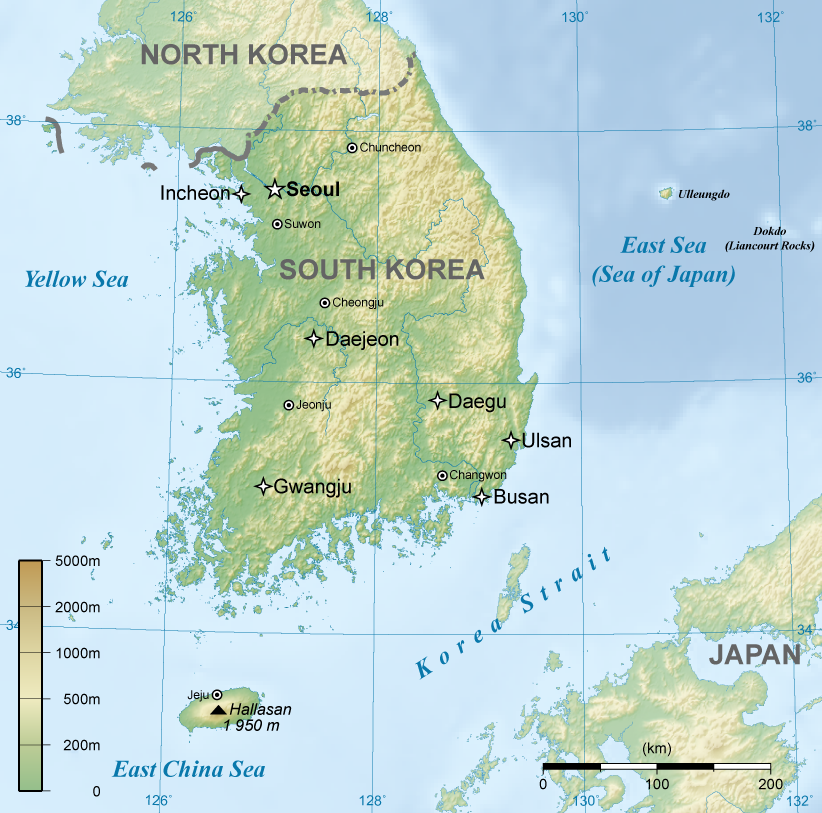
Mapa da Coreia do Sul, Seonyudo se localiza da costa oeste.

Seonyudo (선유도) é um conjunto de ilhas localizado do Mar Amarelo, em Gunsan, Jeollabukdo, Coreia do Sul. O conjunto se situa no centro arquipélago Gogunsan-Yeoldo. A ilha é um ponto turístico popular no verão, e a ilha fornece hospedagem e restaurantes.